# 伊東義益
伊東義益（1546年－1569年8月23日）是日本戰國時代的武將、日向國戰國大名。日向伊東氏第12代當主。父親是伊東義祐。

## 生平
在天文15年（1546年）出生，家中次男。幼名是虎房丸。因為兄長觀虎丸早死，所以被立為後繼者。在永祿3年（1560年）繼承家督並成為都於郡城城主，由父親義祐擔任後見，建立起伊東氏的全盛時期。智勇優秀，加上溫厚的性格，因此擁有比父親更高的聲望。繼任家督後，以當主身份繼續居於都於郡，與在佐土原城的義祐實行二頭政治。
永祿12年7月11日（1569年8月23日），在都於郡的岩崎稻荷參籠期間，因病死去（『日向記』）。在都於郡城內的所有人亦剃髪，並弔唁菩提，舉行了特殊的葬禮。

## 妻室
有說法指除了正室阿喜多之外，亦有側室，不過在伊東氏的系圖等史料中沒有記載。但是在『本藩人物誌』中記載，在義益結婚前，側室是野村松綱的妹妹福園，在義益與一條氏結婚後被送返野村家，但是因為阿喜多命令而遭殺害，於是成為野村氏參與「伊東崩」的遠因。在『鹿兒島縣舊記雜錄拾遺　伊地知季安著作史料集三』的『野村氏系圖』中，雖然沒有記載福園是義益的側室，但是有記載是因為義益夫人的命令而被殺。

## 登場作品
小說
- 转生竹中半兵卫！和一起转生的不知名武将一起在战国乱世活下去（双叶社、青山有著）

## 外部連結
- 武家家伝＿伊東氏 （页面存档备份，存于）